# W-beweging
Met W-beweging (in het Engels wh-movement) wordt in de syntaxis het verschijnsel dat de standaard woordvolgorde in vraagzinnen verandert ten opzichte van de woordvolgorde in bevestigende zinnen doordat het vragende element - bijvoorbeeld een vragend voornaamwoord - vooraan in de vragende zin staat bedoeld. In veel talen waaronder het Nederlands is in dit geval bijvoorbeeld inversie verplicht.
De benaming voor dit verschijnsel varieert per taal. In het Nederlands verdient de term "W-beweging" de voorkeur, omdat de meeste Nederlandse vraagwoorden met een W beginnen (wat, wanneer, waarom enz).
Volgens Joseph Greenberg hangt het verschijnsel W-beweging samen met bepaalde taaluniversalia. In talen waarin in bevestigende zinnen de VSO-volgorde geldt zou in vragende zinnen het vraagwoord of een ander vragend element altijd voorop staan, terwijl dit in talen die in bevestigende zinnen de SOV-volgorde als standaard hanteren niet per se het geval hoeft te zijn. In talen met de meest voorkomende zinsdeelvolgorde SVO staat het vragende element ook vaak vooraan in de zin (dit is bijvoorbeeld het geval in vrijwel alle Indo-Europese talen), maar niet altijd, bijvoorbeeld niet in Chinese talen.